# 778

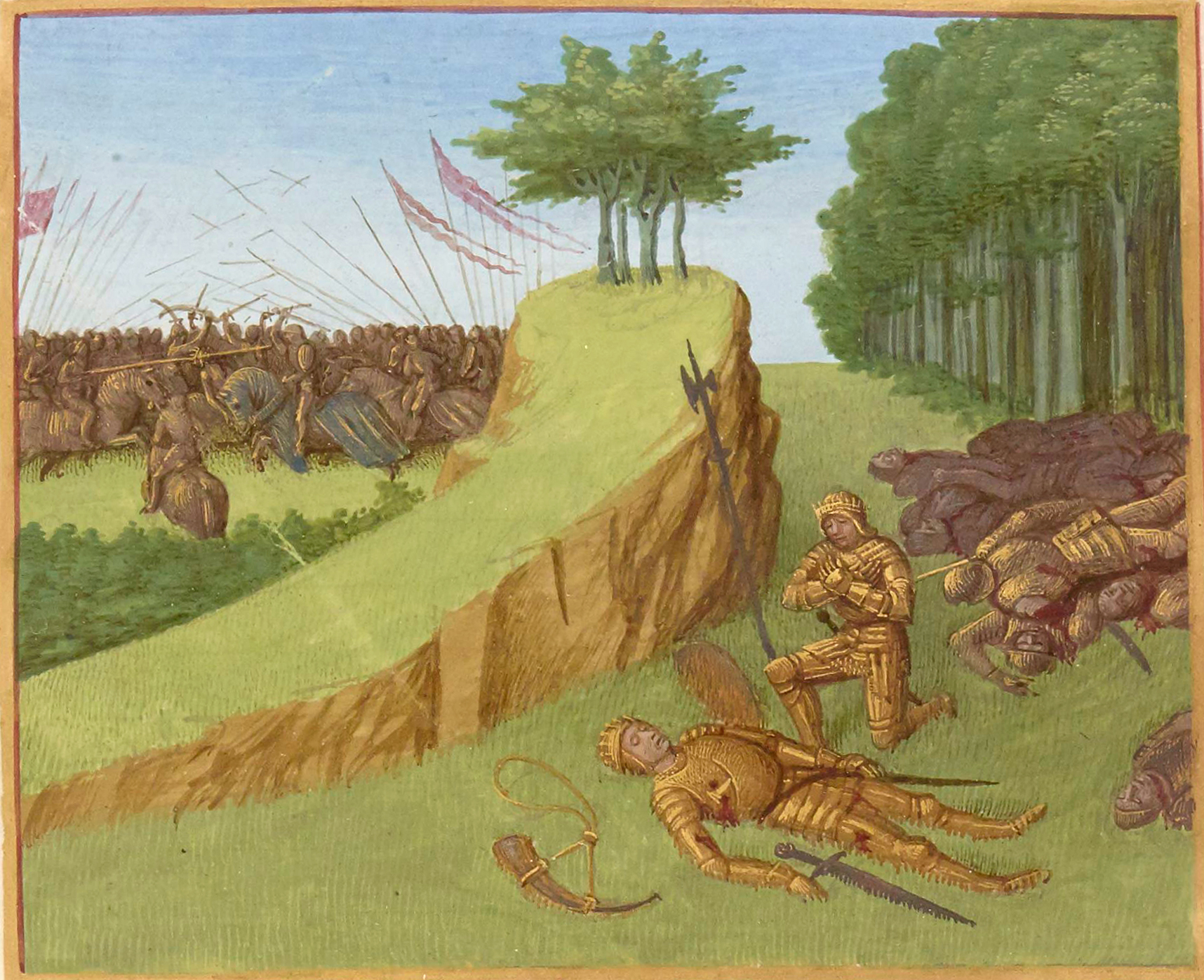
De dood van Roland (Slag bij Roncevaux)

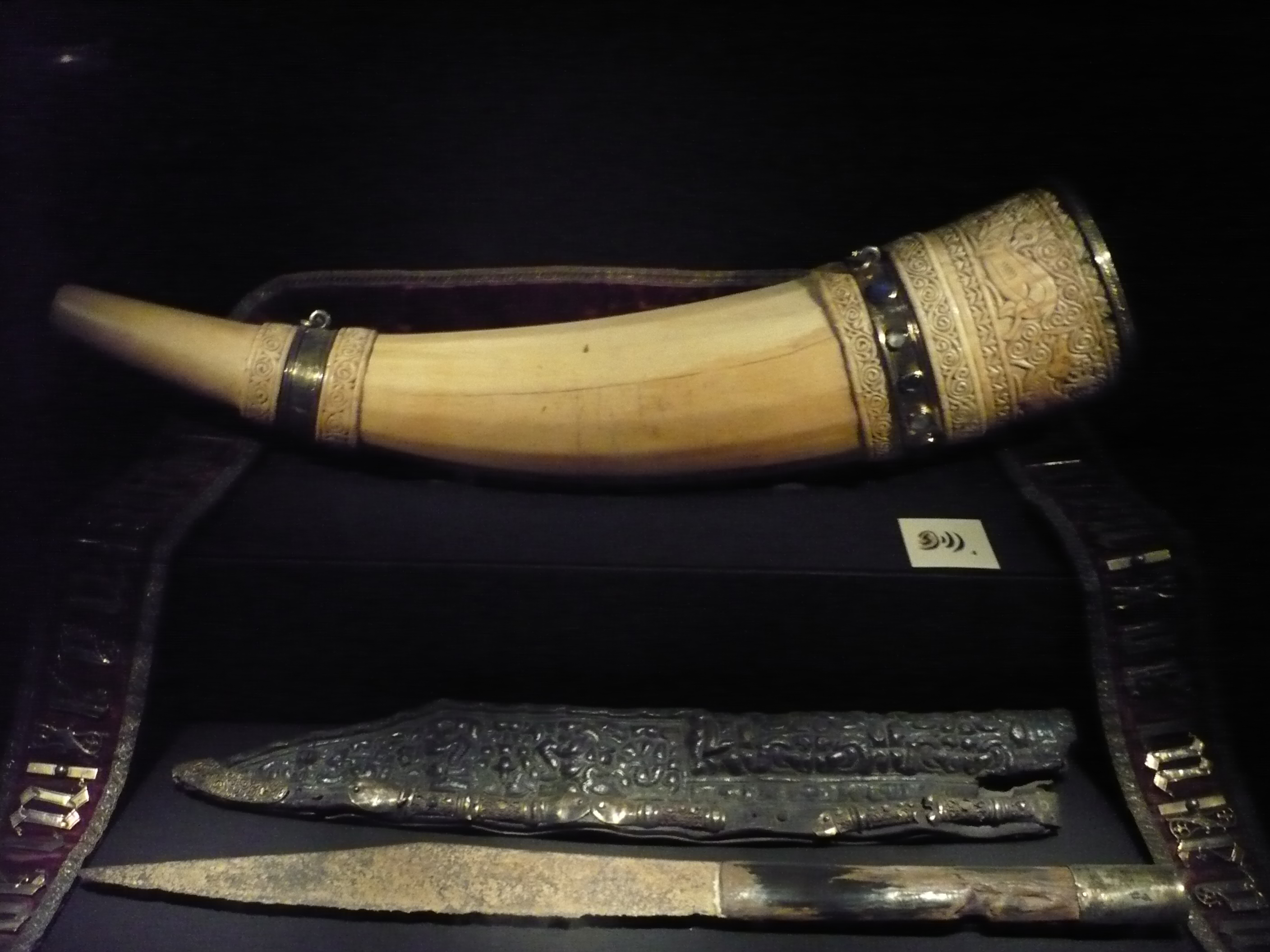
"Olifant", de strijdhoorn van Roland

Het jaar 778 is het 78e jaar in de 8e eeuw volgens de christelijke jaartelling.

## Gebeurtenissen

### Europa
- Koning Karel de Grote vertrekt met een Frankisch expeditieleger naar Al-Andalus (huidige Spanje) om met de lokale moslimheersers te strijden tegen de opstandige Abd al-Rahman I, de emir van het emiraat Córdoba. Hij belegert de vestingstad Zaragoza, maar moet zich vanwege voedsel- en aanvoerproblemen noodgedwongen terugtrekken.
- 15 augustus – Slag bij Roncevaux: de Franken onder leiding van Karel de Grote worden tijdens de terugtocht bij Roncevaux (Pyreneeën) door de Basken vernietigend verslagen. Enkele belangrijke hovelingen, waaronder de Bretonse graaf (paladijn) Roland, sneuvelen. Deze gebeurtenis wordt later verwerkt in het legendarische "Roelantslied".
- Saksenoorlog: de Saksische hertog Widukind keert uit Denemarken terug en sluit een alliantie met de Westelijke Slaven. Hij komt opnieuw in opstand tijdens de afwezigheid van Karel de Grote en plundert de stad Deutz (nabij Keulen). De Franken weten echter aan de Rijn de opmars te stuiten en drijven de Saksen terug naar de Lahnvallei.

## Geboren
- Ermengarde van Haspengouw, koningin van de Franken (waarschijnlijke datum)
- Haymo, theoloog en bisschop van Halberstadt (overleden 853)
- 11 april – Lodewijk de Vrome, koning van de Franken (overleden 840)
- Xian Zong, keizer van het Chinees Keizerrijk (overleden 820)

## Overleden
- 16 januari – Tozzo, bisschop van Augsburg
- 15 augustus – Roland, Frankisch edelman